# Vanilla crenulata
Espèce
Vanilla crenulata est une espèce de plantes à fleurs de la famille des Orchidaceae (les orchidées) et du genre Vanilla, présente dans plusieurs pays d'Afrique tropicale.